# 毛果柳
毛果柳（学名：Salix trichocarpa）是杨柳科柳属的植物，是中国的特有植物。分布在中国大陆的西藏等地，生长于海拔3,200米的地区，常生于山谷中，目前尚未由人工引种栽培。